# Alvaiade (compositor)
Alvaiade, pseudônimo de Oswaldo dos Santos (Rio de Janeiro, 21 de dezembro de 1913 – Rio de Janeiro, 23 de junho de 1981) foi um compositor, sambista e cantor brasileiro.
Um dos nomes mais antigos e de maior destaque da Portela, integrou o conjunto da Velha Guarda da Portela nos últimos anos de sua vida, no qual tinha papel de líder.
Alvaiade entrou no samba em 1928, com um conjunto carnavalesco de Oswaldo Cruz em que tomavam parte os sambistas Alvarenga e Zé Cachacinha. Seria depois incorporado à Portela por intermédio de Paulo da Portela, fundador da escola. Paulo, mais tarde, viria a o considerar seu substituto. Responsável pelo lançamento de sambistas mais jovens como Manaceia, Chico Santana e Walter Rosa.